# Vietri sul Mare
Vietri Sul Mare község (comune) Olaszország Campania régiójában, Salerno megyében. Az Amalfi-part többi településével együtt 1997 óta része az UNESCO világörökségének.

## Fekvése
A Vietri fürdőhely a 40 km hosszú Amalfi-part keleti végén, a Monte Liberatore lábainál fekszik, Salerno szomszédságában.

## Története
Valószínűleg az etruszkok alapították. Egyes hagyományok szerint Vietri őse az ókori írók által említett titokzatos Marcina lenne, amelynek létezését még nem sikerült bizonyítani. 1806-ig Cava de’ Tirreni része volt. Salerno városához való közelsége miatt, gyakran ennek elővárosaként tartják számon. Amikor 1944-ben néhány hónapig Salerno volt Olaszország fővárosa, III. Viktor Emánuel a vietri Villa Guarigliában rendezte be átmeneti otthonát.

## Népessége
A népesség számának alakulása:

## Főbb látnivalói
Az óváros központja pontja a San Giovanni Battista-dóm elbűvölő harangtornyával, amelyet majolikák díszítenek és amely a város csodatevő helyeként van számon tartva. Különösen közkedvelt a Marina di Vietriben fekvő homokos tengerpart számos modern fürdővel.
Vietri a színes és gyönyörű kerámiájáról híres. A középkorban itt állítottak elő a közismert vietri csempét, vázákat, tányérokat és más kerámiatárgyakat. Számos házat és templomot díszít vietri csempe, amely gyakran vallásos motívumokat szemléltet. Megtekintésre érdemes a Villa Guariglióban található kerámiamúzeum, ahol 1600-ból származó kerámiatárgyak kiállítása tekinthető meg.